# Targhe d'immatricolazione dell'Arizona
Le targhe d'immatricolazione dell'Arizona risalgono al 1912 quando lo Stato americano impose ai cittadini di registrare i propri veicoli a motore e avere una targa. Attualmente bisogna avere solo la targa posteriore. 
L'attuale slogan "Grand Canyon State" fu utilizzato per la prima volta nel 1940, apparendo poi in tutte le targhe successive, eccetto nel 1945.
In Arizona le targhe risalgono al proprietario e non al veicolo.

## Targhe dal 1914 al 1955
| Immagine | Data             | Design | Slogan                                           | Formato | Combinazioni usate | Note |
| -------- | ---------------- | --- | ------------------------------------------------ | --- | --- | --- |
|          | 1914             | Cifre bianche su targa blu; "ARIZ" in bianco nell'angolo superiore destro; "1914" in bianco nell'angolo inferiore destro | nessuno                                          | 1234 (numero di cifre variabile) | sconosciute | Prima targa ufficiale dell'Arizona |
|          | 1915             | Cifre nere su targa bianca; "ARIZ" in nero nell'angolo superiore destro; "1915" in nero nell'angolo inferiore destro | nessuno                                          | 1234 (numero di cifre variabile) | sconosciute | |
|          | 1916             | Cifre nere su targa in rame; "ARIZ" in verticale in nero lungo il lato sinistro; "1916" in verticale in nero lungo il lato destro | nessuno                                          | 1234 (numero di cifre variabile) | sconosciute | |
|          | 1917             | Cifre bianche su targa nera; "ARIZ" in bianco nell'angolo superiore sinistro; "1917" in bianco nell'angolo inferiore sinistro | nessuno                                          | 1234 (numero di cifre variabile) | sconosciute | |
|          | 1918             | Cifre blu su targa grigia; "ARIZ" in blu nell'angolo inferiore destro; "1918" in blu nell'angolo superiore destro | nessuno                                          | 12345 (numero di cifre variabile) | sconosciute | |
|          | 1919             | Cifre bianche su targa nera; "ARIZ" in bianco nell'angolo superiore sinistro; "1919" in bianco nell'angolo inferiore sinistro | nessuno                                          | 12345 (numero di cifre variabile) | sconosciute | |
|          | 1920             | Cifre nere su targa bianca; "ARIZ" in nero in verticale lungo il lato sinistro; "1920" in nero in verticale lungo il lato destro | nessuno                                          | 12345 (numero di cifre variabile) | sconosciute | |
|          | 1921             | Cifre bianche su targa nera; "ARIZ" in bianco nell'angolo superiore destro; "21" in bianco nell'angolo inferiore destro | nessuno                                          | 12345 (numero di cifre variabile) | sconosciute | |
|          | 1922             | Cifre verdi su targa bianca; "ARIZ" in verde in verticale lungo il lato sinistro; "1922" in verticale in verde lungo il lato destro | nessuno                                          | Il primo, o i primi due numeri, indicano la contea di provenienza: (numero di cifre variabile) - 0-12345 - 00-1234                                                     | Da 1-100 a 9-99999 Da 10-100 - 15-9999 | Prima targa in cui il primo, o i primi due numeri, indicano la contea |
|          | 1923             | Cifre blu su targa bianca; "ARIZ" in blu in verticale lungo il lato sinistro; "23" in blu nell'angolo sinistro inferiore | nessuno                                          | Il primo, o i primi due numeri, indicano la contea di provenienza: (numero di cifre variabile) - 0-12345 - 00-1234                                                     | Da 1-100 a 9-99999 Da 10-100 - 15-9999 | |
|          | 1924             | Cifre bianche su targa blu; "ARIZ" in bianco in verticale lungo il lato sinistro, sotto "24"; "24" in bianco nell'angolo sinistro superiore, sopra "ARIZ"                                                                                                 | nessuno                                          | Il primo, o i primi due numeri, indicano la contea di provenienza: (numero di cifre variabile) - 0-12345 - 00-1234                                                     | Da 1-100 a 9-99999 Da 10-100 - 15-9999 | |
|          | 1925             | Cifre nere su targa in rame; "ARIZONA" in nero in orizzontale in basso, sotto le cifre; "1925" in verticale in nero lungo il lato destro | nessuno                                          | Il primo, o i primi due numeri, indicano la contea di provenienza: (numero di cifre variabile) - 0-12345 - 00-1234                                                     | Da 1-100 a 9-99999 Da 10-100 - 15-9999 | |
|          | 1926             | Cifre nere su targa bianche; "ARIZONA" in nero in orizzontale in basso, sotto le cifre; "1926" in verticale in nero lungo il lato destro | nessuno                                          | Il primo, o i primi due numeri, indicano la contea di provenienza: (numero di cifre variabile) - 0-12345 - 00-1234                                                     | Da 1-100 a 9-99999 Da 10-100 - 15-9999 | |
|          | 1927             | Cifre nere su targa in rame; "ARIZONA" in nero in orizzontale in basso, sotto le cifre; "1927" in verticale in nero lungo il lato destro | nessuno                                          | Il primo, o i primi due numeri, indicano la contea di provenienza: (numero di cifre variabile) - 0-12345 - 00-1234                                                     | Da 1-100 a 9-99999 Da 10-100 - 15-9999 | |
|          | 1928             | Cifre rosse su targa in rame; "ARIZONA" in nero in orizzontale in basso, sotto le cifre; "1928" in verticale in nero lungo il lato sinistro | nessuno                                          | Il primo, o i primi due numeri, indicano la contea di provenienza: (numero di cifre variabile) - 0-12345 - 00-1234                                                     | Da 1-100 a 9-99999 Da 10-100 - 15-9999 | |
|          | 1929             | Cifre arancioni-gialle su targa nera; "ARIZ" in basso al centro in giallo; "19" e "29" in giallo, rispettivamente a sinistra e a destra di "ARIZ" | nessuno                                          | 123-456 (numero di cifre variabile) | Da 1-000 a 199-999 | Primo anno in cui ci furono più di 100 000 targhe emesse |
|          | 1930             | Cifre nere su targa grigio chiaro; "ARIZONA" in alto al centro in nero; una lettera (dalla A alla P saltando la I e la O) indicante la contea nell'angolo superiore sinistro in nero; "1930" in nero in basso al centro                                   | nessuno                                          | 12-34-56 (numero di cifre variabile) | Da 10-00 a 19-99-99 | |
|          | 1931             | Cifre nere su targa arancione; "ARIZONA" in basso al centro in nero; una lettera (dalla A alla P saltando la I e la O) indicante la contea nell'angolo superiore sinistro in nero; "1931" in alto al centro in nero                                       | nessuno                                          | 12-34-56 (numero di cifre variabile) | Da 10-00 a 19-99-99 | |
|          | 1932             | Cifre bianche su targa in rame; "ARIZONA-1932" in alto al centro in bianco | nessuno                                          | Contee di Maricopa e Cochise: 1AB2 e 1A2B Contea di Mohave: A12B. Le altre contee: AB12 e A1B2                                                                         | Contee di Maricopa e Cochise: Da 1AA1 a 9ZZ9, Da 1A1A a 9Z9Z Contea di Mohave: Da U11A a U99Z Le altre contee: Da AA11 a ZZ99, Da A1A1 a Z9Z9 (La I, la M, la O, la Q, e la W e gli zeri non furono utilizzati) | Prima targa in rame, l'Arizona è l'unico Stato che abbia mai usato il rame per le targhe |
|          | 1933             | Cifre in rame su targa nera; "ARIZONA-1933" in nero in basso al centro dentro una striscia in rame | nessuno                                          | Contee di Maricopa e Cochise: 1AB2 e 1A2B Contea di Mohave: A12B. Le altre contee: AB12 e A1B2                                                                         | Contee di Maricopa e Cochise: Da 1AA1 a 9ZZ9, Da 1A1A a 9Z9Z Contea di Mohave: Da U11A a U99Z Le altre contee: Da AA11 a ZZ99, Da A1A1 a Z9Z9 (La I, la M, la O, la Q, e la W e gli zeri non furono utilizzati) | |
|          | 1934             | Cifre in rame su targa turchese; "ARIZONA-1934" in turchese in alto al centro dentro una striscia in rame | nessuno                                          | Contee di Maricopa e Cochise: 1AB2 e 1A2B Contea di Mohave: A12B. Le altre contee: AB12 e A1B2                                                                         | Contee di Maricopa e Cochise: Da 1AA1 a 9ZZ9, Da 1A1A a 9Z9Z Contea di Mohave: Da U11A a U99Z Le altre contee: Da AA11 a ZZ99, Da A1A1 a Z9Z9 (La I, la M, la O, la Q, e la W e gli zeri non furono utilizzati) | |
|          | 1935             | Cifre nere su targa in rame; "ARIZONA-1935" in nero in basso al centro | nessuno                                          | Contee di Maricopa e Cochise: 1AB2 e 1A2B Contea di Mohave: A12B. Le altre contee: AB12 e A1B2                                                                         | Contee di Maricopa e Cochise: Da 1AA1 a 9ZZ9, Da 1A1A a 9Z9Z Contea di Mohave: Da U11A a U99Z Le altre contee: Da AA11 a ZZ99, Da A1A1 a Z9Z9 (La I, la M, la O, la Q, e la W e gli zeri non furono utilizzati) | |
|          | 1936             | Cifre nere su targa in rame; "ARIZ" in nero in verticale lungo il lato sinistro; "1936" in nero in verticale lungo il lato destro; "nome della contea" in basso in nero in orizzontale sotto le cifre                                                     | nessuno                                          | Contee di Maricopa e Cochise: 1AB2 e 1A2B Contea di Mohave: A12B. Le altre contee: AB12 e A1B2                                                                         | Contee di Maricopa e Cochise: Da 1AA1 a 9ZZ9, Da 1A1A a 9Z9Z Contea di Mohave: Da U11A a U99Z Le altre contee: Da AA11 a ZZ99, Da A1A1 a Z9Z9 (La I, la M, la O, la Q, e la W e gli zeri non furono utilizzati) | |
|          | 1937             | Cifre nere su targa in rame; "ARIZONA-37" in nero al centro sopra le cifre; "nome della contea" sotto le cifre in nero | nessuno                                          | A1-234 (numero di cifre variabile, trattino solo nel 1937 nelle targhe con quattro numeri)                                                                             | Da A1 a Z9-999 | |
|          | 1938             | Cifre nere su targa gialla; "ARIZONA-38" in nero al centro sopra le cifre; "nome della contea" sotto le cifre in nero | nessuno                                          | A1-234 (numero di cifre variabile) | Da A1 a Z9-999 | |
|          | 1939             | Cifre nere su targa in rame; "ARIZONA" in nero sopra le cifre; "1939" in nero in verticale lungo il lato destro; "1539" in nero in verticale lungo il lato sinistro e "MARCOS DE NIZA" in nero sotto le cifre (nel 1539 Marco da Nizza arrivo in Arizona) | nessuno                                          | A12345 (la prima lettera indica la contea; numero di cifre variabile; la I, la M, la O, la Q, la S, la U e la Z non furono usate)                                      | Da A 1 a A 999; da A1000 a A99999 | |
|          | 1940             | Cifre blu su targa bianca; "ARIZONA-40" in blu sopra le cifre | "GRAND CANYON STATE" in blu sotto le cifre       | A12 345 (la prima lettera indica la contea; numero di cifre variabile; la I, la M, la O, la Q, la S, la U e la Z non furono usate)                                     | Da A 1 a A 999; da A1 000 a A99 999 | Prima targa con lo slogan "Grand Canyon State" |
|          | 1941             | Cifre nere su targa in rame; "ARIZONA-41" in nero sotto le cifre | "GRAND CANYON STATE" in nero sopra le cifre      | A12 345 (la prima lettera indica la contea; numero di cifre variabile; la I, la M, la O, la Q, la S, la U e la Z non furono usate)                                     | Da A 1 a A 999; da A1 000 a A99 999 | |
|          | 1942-1944        | Cifre blu scuro su targa bianca; "ARIZONA-42" in blu scuro sopra le cifre | "GRAND CANYON STATE" in blu scuro sotto le cifre | A 123; 12A 345 (la prima lettera indica la contea; numero di cifre variabile; la I, la M, la O, la Q, la S, la U e la Z non furono usate)                              | Da A 1 a A 999; da 1A 000 a 99A 999 | Per il 1943 e il 1944 furono emessi degli adesivi da posizionare sulla targa |
|          | Dal 1945 al 1946 | Cifre nere su targa bianca; "ARIZ. 45" in nero sopra le cifre | nessuno                                          | A1234 (numero di cifre variabile; la I, la M, la O, la Q, la S, la U e la Z non furono usate)                                                                          | Da A 1 a Z9999 | Per il 1946 furono emessi degli adesivi da posizionare sulla targa |
|          | 1947             | Cifre rosse su targa in alluminio; "ARIZ. 47" in rosso sopra le cifre | "GRAND CANYON STATE" in rosso sotto le cifre     | A/A 1234 (le prime due lettere indicano la contea; numero di cifre variabile; la B, la D, la F, la G, la I, la M, la O, la Q, la R, la V, la W, la Y non furono usate) | Da A/A 1 a Z/Z 9999 | Prima targa in alluminio |
|          | 1948             | Cifre nere su targa in alluminio; "ARIZ. 48" in nero sopra le cifre | "GRAND CANYON STATE" in nero sotto le cifre      | A/A 1234 (le prime due lettere indicano la contea; numero di cifre variabile; la B, la D, la F, la G, la I, la M, la O, la Q, la R, la V, la W, la Y non furono usate) | Da A/A 1 a Z/Z 9999 | |
|          | 1949             | Cifre verdi su targa in alluminio; "ARIZONA 49" in verde sopra le cifre | "GRAND CANYON STATE" in verde sotto le cifre     | A-12345 (la prima lettera indica la contea; numero di cifre variabile; la B, la D, la F, la G, la I, la O, la Q e la W non furono usate)                               | Da A-1 a Z-99999 | |
|          | 1950-1951        | Cifre nere su targa bianca; "ARIZONA 50" in nero sopra le cifre | "GRAND CANYON STATE" in nero sotto le cifre      | A-12345 (la prima lettera indica la contea; numero di cifre variabile; la B, la D, la F, la G, la I, la O, la Q e la W non furono usate)                               | Da A-1 a Z-99999 | Per il 1951 furono emesse delle piccole targhette in alluminio con la scritta "51", da posizionare sopra la scritta "50" |
|          | 1952-1953        | Cifre bianche su targa nera; "ARIZONA 52" in bianco sopra le cifre | "GRAND CANYON STATE" in bianco sotto le cifre    | A-12345 (la prima lettera indica la contea; numero di cifre variabile; la B, la D, la F, la G, la I, la O, la Q e la W non furono usate)                               | Da A-1 a Z-99999 | Per il 1953 furono emesse delle piccole targhette nere con la scritta "53" in arancione, da posizionare sopra la scritta "52"; primo anno in cui non furono emesse targhe frontali, non furono emesse anche dal 1966 al 1968 e dall'89 |
|          | 1954-1955        | Cifre nere su targa bianca; "ARIZONA 54" in nero sopra le cifre | "GRAND CANYON STATE" in nero sotto le cifre      | A-12345 (la prima lettera indica la contea; numero di cifre variabile; la B, la D, la F, la G, la I, la O, la Q e la W non furono usate)                               | Da A-1 a Z-99999 | Per il 1955 furono emesse delle piccole targhette in alluminio con la scritta "55" in arancione, da posizionare sopra la scritta "55"                                                                                                  |

## Targhe dal 1956 a oggi
Nel 1956, gli Stati Uniti e il Canada raggiunsero un accordo con l'Automobile Manufacturers Association che fissava le dimensioni delle targhe a 6 pollici di altezza e 12 di larghezza. La targa del 1956 fu la prima targa dell'Arizona a soddisfare questi standard.
| Immagine | Data      | Design | Slogan                                                | Formato | Combinazioni rilasciate                                                 | Note |
| -------- | --------- | --- | ----------------------------------------------------- | --- | ----------------------------------------------------------------------- | --- |
|          | 1956-1958 | Cifre e contorno bianchi su targa nera; "ARIZONA 56" in bianco sopra le cifre                                                                        | "GRAND CANYON STATE" in bianco sotto le cifre         | A-12345 (la prima lettera indica la contea; numero di cifre variabile; la B, la D, la F, la G, la I, la O, la Q e la W non furono usate) | Da A-1 a Z-99999 (continua delle combinazioni usate tra il 1948 e 1955) | Per il 1957 furono emessi degli adesivi giallo scuro, mentre nel 1958 rossi; l'adesivo del 1957 fu il primo adesivo ad essere usato su una targa                                                        |
|          | 1959-1960 | Cifre e contorno bianchi su targa blu; "ARIZONA 59" in bianco sopra le cifre                                                                         | "GRAND CANYON STATE" in bianco sotto le cifre         | ABC-123 (La I, La O e la Q non furono usate)                                                                                             | Da AAA-001 a BDY-077                                                    | Per il 1960 furono emessi degli adesivi giallo scuro |
|          | 1961-1963 | Cifre e contorno blu su targa bianca; "ARIZONA 61" in blu sopra le cifre                                                                             | "GRAND CANYON STATE" in blu sotto le cifre            | ABC-123 (La I, La O e la Q non furono usate)                                                                                             | Da CAA-001 a DMC-134                                                    | Per il 1962 furono emessi degli adesivi arancioni, mentre per il 1963 giallo scuro |
|          | 1964-1965 | Cifre e contorno bianchi su targa blu; "ARIZONA 64" in bianco sopra le cifre                                                                         | "GRAND CANYON STATE" in bianco sotto le cifre         | ABC-123 (La I, La O e la Q non furono usate)                                                                                             | Da EAA-001 a FMJ-123 (solo per il 1964)                                 | Per il 1965 furono emesse degli adesivi giallo scuro |
|          | 1966-1968 | Cifre e contorno neri su targa bianca riflettente; "ARIZONA 66" in nero sopra le cifre                                                               | "GRAND CANYON STATE" in nero sotto le cifre           | ABC-123 (La I, La O e la Q, la U e la V non furono usate)                                                                                | Da HAA-001 a NEF-151                                                    | Per il 1967 furono emessi degli adesivi verdi, mentre per il 1968 giallo scuro |
|          | 1969-1972 | Cifre e contorno neri su targa gialla; "ARIZONA 69" in nero sopra le cifre                                                                           | "GRAND CANYON STATE" in nero sotto le cifre           | ABC-123 (La I, La O e la Q, la U e la V non furono usate)                                                                                | Da KAA-001 a YDF-342                                                    | Prima targa di cui ne furono emesse più di un milione; per il 1970 furono emessi degli adesivi bianchi con scritte verdi, per il 1971 neri con scritte bianche e per il 1972 bianchi con scritte rosse; |
|          | 1973-1980 | Cifre e contorno verdi su targa arancione scuro; "ARIZONA 73" in verde sopra le cifre; a separare le lettere e i numeri si trova un cactus in bianco | "GRAND CANYON STATE" in verde sotto le cifre          | ABC-123 (La I, la O, la Q, la U e la V non furono usate)                                                                                 | Da PAA-001 a WNH-711                                                    | Fu valida fino al 1990 con gli appositi adesivi |
|          | 1980-1996 | Cifre e contorno bianchi su targhe rosse; "ARIZONA" in bianco sopra le cifre                                                                         | "GRAND CANYON STATE" in bianco sotto le cifre         | ABC-123 (la I, la O, la Q e la U non furono usate)                                                                                       | Da AAA-001 a NXG-177                                                    | Prima targa in cui non è presente scritto l'anno dopo "ARIZONA" |
|          | 1996-2008 | Cifre verdi su targhe rappresentanti uno scenario tipico dell'Arizona; "ARIZONA" in azzurro sopra le cifre                                           | "GRAND CANYON STATE" in verde sotto le cifre a destra | 123-ABC (la I, la O, la Q e la U non furono usate)                                                                                       | Da 001-AAA a 999-ZZZ                                                    | Premiata targa dell'anno dall'Automobile License Plate Collectors Association |
|          | Dal 2008  | Cifre verdi su targhe rappresentanti uno scenario tipico dell'Arizona; "ARIZONA" in azzurro sopra le cifre                                           | "GRAND CANYON STATE" in verde sotto le cifre a destra | ABC1234 (la I, la O, la Q e la U non sono usate)                                                                                         | Da AAA0001 a BSX9999 (fino al 12 febbraio 2016)                         | |